# Tout ça... pour ça !
Tout ça... pour ça! és una pel·lícula dirigida per Claude Lelouch estrenada el 1993.

## Argument
Una advocada i el seu marit es lliuren a un joc sentimental perillós amb una parella d'amics.
Acaben defensant tres " Pieds Nickelés " que havien estafat algunes persones per passar unes vacances de somni.
Claude Lelouch ha escollit la forma de comèdia lleugera, malgrat un fons de vegades greu.

## Repartiment
- Marie-Sophie L.: Marie Lenormand
- Francis Huster: Francis Barrucq
- Fabrice Luchini: Fabrice Lenormand
- Alessandra Martines: Alessandra
- Vincent Lindon: Vincent
- Gérard Darmon: Henri Poncet
- Jacques Gamblin: Jacques Grandin
- Évelyne Bouix: Marilyn Grandin
- Charles Gérard: el comissari Maigrton
- Céline Caussimon: Esméralda
- Maria Ducceschi
- Agnès Pelletier
- Mimi Young
- Christian Charmetant: el banquer
- Jacques Bonnot: un xofer de camió
- Antoine Duléry: Antoine, l'amo del restaurant
- Albert Dray; l'adjunt de Maigreton
- Jacques Spiesser: el director de l'hotel de luxe
- Martine Lelouch: una venedora de caçadores
- Arlette Gordon: la dona d'Antoine

## Premis
- César al millor actor per a Fabrice Luchini